# Daouda Badarou
Pour les articles homonymes, voir Badarou.
Daouda Badarou, né le 7 janvier 1929 à Porto-Novo au Dahomey (actuel Bénin) et mort le 31 janvier 2022 à Boulogne-Billancourt en France, est un chirurgien, diplomate et homme politique béninois.

## Biographie

### Jeunesse et études
Daouda Badarou naît le 7 janvier 1929 à Porto-Novo au Dahomey, où il entame ses études à l'École primaire supérieure Victor-Ballot en 1942,. Il les poursuit au Sénégal, en intégrant, en 1945, l'École normale William-Ponty de Sébikotane. Il réalise ses études secondaires au Lycée Van Vollenhoven de Dakar à partir de 1947 et obtient son baccalauréat en 1949. Il part ensuite en France et s'inscrit à l'Université de Paris. Il y obtient un doctorat en médecine en 1957 et un diplôme en chirurgie en 1961,.

### Carrière professionnelle et politique
De retour au Dahomey, Daouda Badarou reste attentif aux évolutions techniques liées à son métier et continue de se perfectionner en chirurgie en effectuant des stages en France. Il est promu, le 14 février 1963, médecin-chef de la circonscription médicale d'Abomey.
Lorsque le général Christophe Soglo constitue son gouvernement, après sa seconde prise de pouvoir, il fait appel à Daouda Badarou, qui accède pour la première fois, le 24 décembre 1965, à une fonction ministérielle en obtenant le portefeuille de la Santé publique et des Affaires sociales,. Mais Daouda Badarou ne bafoue pas pour autant le serment d'Hippocrate et obtient l'autorisation du général Soglo de continuer à exercer son métier de chirurgien à l'hôpital de Cotonou, cumulativement avec ses fonctions gouvernementales.
Malgré trois remaniements ministériels successifs, il reste en poste jusqu'au 17 décembre 1967, date à laquelle un putsch militaire contraint Christophe Soglo à abandonner la présidence de la République. Le 21 décembre 1967, Daouda Badarou est relayé dans sa fonction par Pierre Boni, médecin-lieutenant.
À la suite de ce coup d'État, Émile-Derlin Zinsou arrive à la tête du pays quelques mois plus tard et permet à Daouda Badarou d'intégrer pour la deuxième fois un gouvernement en étant nommé ministre des Affaires étrangères le 31 juillet 1968.
Le 10 décembre 1969, les militaires renversent le président en place au bout de 18 mois de pouvoir seulement. Le gouvernement est destitué, un nouveau est formé et Benoît Sinzogan succède à Daouda Badarou,. Mais ce dernier retrouve son poste dès le 7 mai suivant, lorsque l'armée rend le pouvoir aux civils ; un Conseil présidentiel est installé, dirigé par Hubert Maga.
Lors du remaniement ministériel du 4 août 1971, Michel Ahouanmènou, ambassadeur du Dahomey en France, est rappelé dans son pays d'origine pour prendre la suite de Daouda Badarou, qui récupère la place du diplomate à Paris,. Il présente ses lettres de créance à Georges Pompidou, président de la République française, le 13 septembre 1971. Il devient également ambassadeur non-résident du Dahomey en Grande-Bretagne, en Italie et en Espagne. Mathieu Kérékou met fin à ses fonctions le 22 décembre 1972 et est remplacé par Wilfrid de Souza.
Daouda Badarou retourne par la suite en France. Il s’inscrit à l'École nationale de la santé publique à Rennes et rédige un mémoire sur « la tuberculose dans la population des travailleurs noirs africains immigrés de la région parisienne », qui est publié en 1974, avec comme finalité de devenir médecin inspecteur de la santé publique.

### Retraite et décès
Alors âgé de 61 ans, Daouda Badarou est médecin inspecteur régional adjoint de la santé publique lorsqu'il fait valoir ses droits à la retraite française à partir du 5 février 1990. Il meurt le 31 janvier 2022 à Boulogne-Billancourt, en France, à 93 ans.

## Distinctions
- Officier de l'ordre national du Dahomey (1969)[21].
- Commandeur de l'ordre national du Dahomey (1970)[22].
- Commandeur de l'ordre de la République fédérale (1971)[23].